# Ma mère est un loup-garou
Pour plus de détails, voir Fiche technique et Distribution.
Ma mère est un loup-garou (My Mom's a Werewolf) est une comédie horrifique réalisé par Michael Fischa, et sorti en 1989.

## Synopsis
Leslie Shaber est une jeune femme dont le couple vacille ; elle a une fille adolescente prénommée Jennifer. 
Un jour Leslie se rend dans une animalerie pour acheter un collier anti-puce pour son chien. Harry, le responsable de l'établissement a une attitude bizarre, il offre quatre colliers à sa cliente. Puis en sortant de la boutique Leslie se fait subtiliser son sac par un voleur à la tire. Harry parvient mystérieusement à rattraper le voleur et rend le sac à Leslie. Harry propose à la femme de l'emmener au restaurant et une idylle commence à naître être eux. Mais quand Harry propose à sa partenaire de faire l'amour, il lui mord l'orteil jusqu'au sang. 
Commence pour Leslie une lente transformation, d'abord les canines, puis les poils. Leslie tente bien que mal de cacher son état à ses proches, mais Jennifer finit par comprendre ce qui se passe. Sur les conseils d'une voyante, Jennifer tente de tuer Harry, mais ni l'ail, ni l'eau bénite, ni le crucifix ne s'avèrent efficaces. En désespoir de cause, elle bricole une lance avec une pointe en argent. Harry, de son côté pénètre chez Leslie, complètement transformée en femelle loup-garou, elle refuse de le suivre et les deux monstres se battent. Jennifer intervient et parvient à blesser mortellement Harry tandis que Leslie reprend son état normal. 
Le couple se rabiboche, mais Jennifer reçoit un coup de fil de son amie, qui lui explique que si le cadavre du loup garou n'est pas exorcisé rapidement, le responsable de sa mort deviendra loup-garou à son tour. Jennifer raccroche et baille laissant apparaître deux magnifiques canines

## Fiche technique
- Titre original : My Mom's a Werewolf
- Titre francophone : Ma mère est un loup-garou
- Réalisation : Michael Fischa
- Production : Steven J. Wolfe (en)
- Scénario : Mark Pirro
- Musique : Barry Fasman, Dana Walden
- Photographie : Bryan England
- Durée : 90 minutes
- Pays :  États-Unis
- Langue : anglais
- Genre : Comédie horrifique et fantastique
- Date de sortie : États-Unis : mai 1989

## Distribution
- Susan Blakely : Leslie Shaber (VF: dominique dumont)
- John Saxon : Harry Thropen (VF: michel paulin)
- Tina Caspary : Jennifer Shaber (VF: stéphanie murat)
- John Schuck : Howard Shaber
- Diana Barrows : Stacey Pubah
- Ruth Buzzi : Madame Gypsy
- Marilyn McCoo : Celia Celica
- Marcia Wallace : Peggy
- Geno Silva (en) : Docteur Rod Rodriguez